# Pàrxnevo
Pàrxnevo (en rus: Паршнево) és un poble de l'óblast d'Ivànovo, a Rússia, que en el cens del 2010 tenia 189 habitants.